# Piața Matache

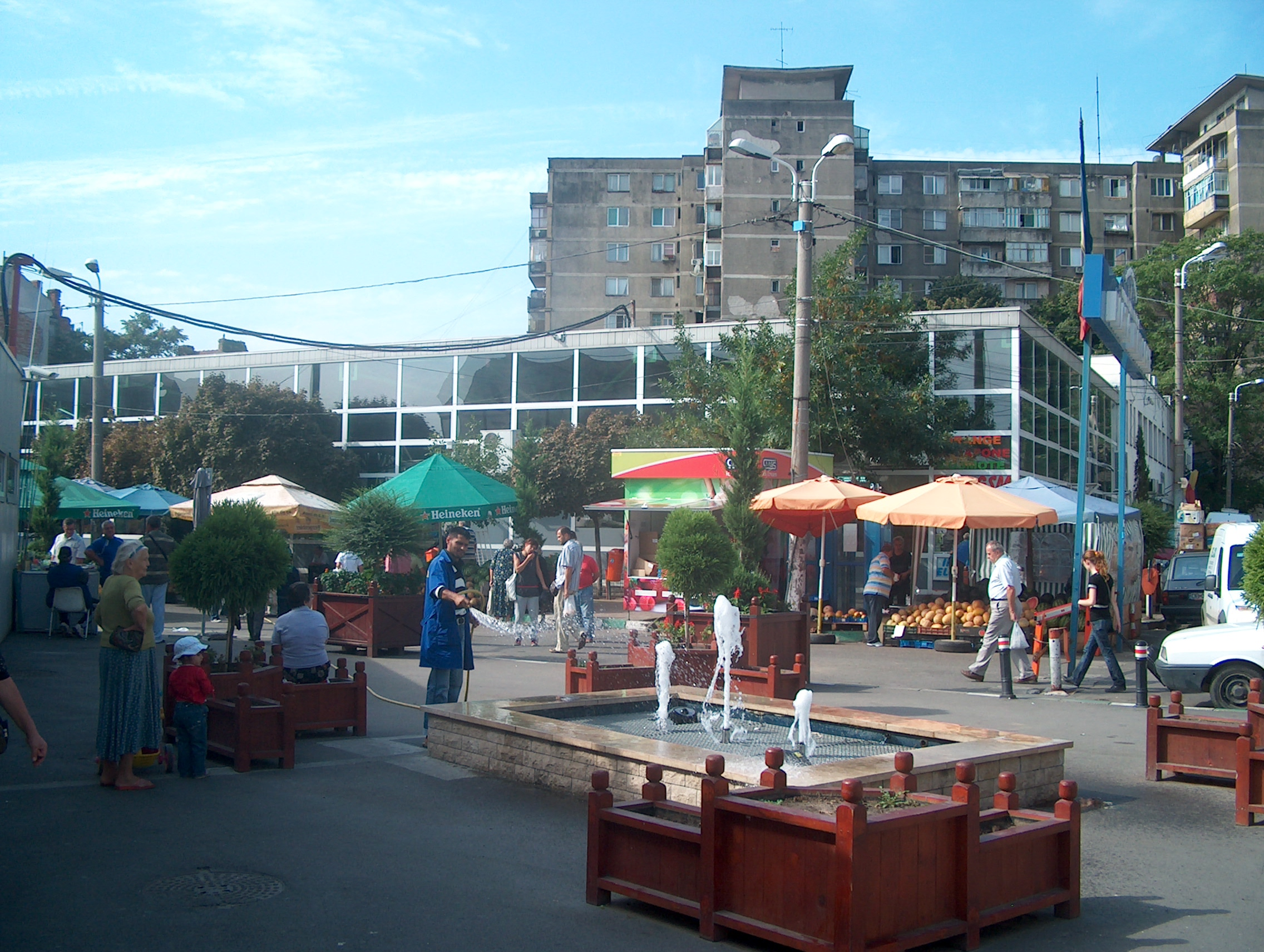
Piața Matache - exterior în 2009

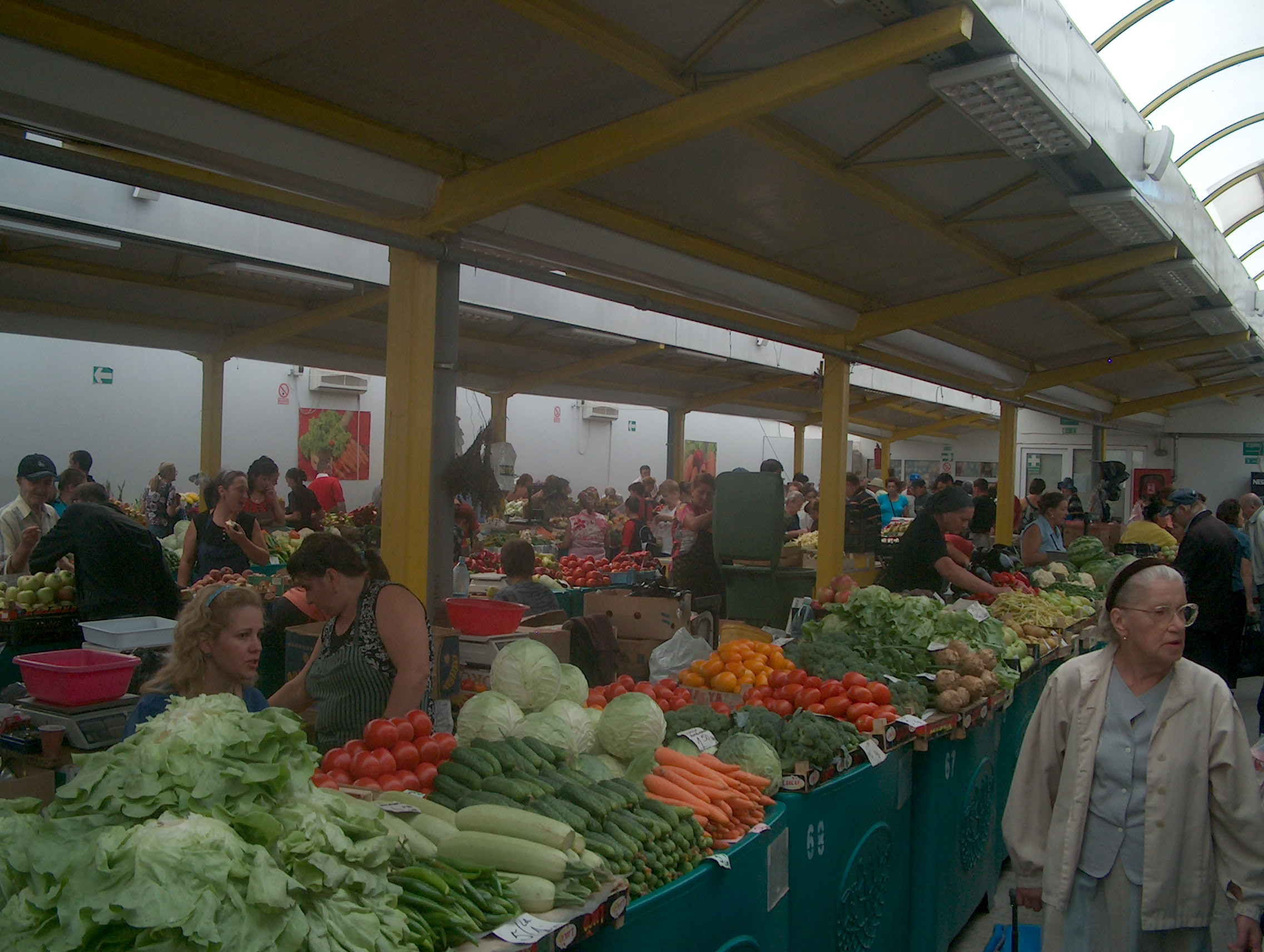
Piața Matache - interior în 2009

Piața „Matache” din București se află la intersecția Căii Griviței cu Calea Buzești, renumit loc de tranzit al comercianților de la sfârșitul secolului al XIX-lea. Printre ei se afla și măcelarul Loloescu Matache. Acesta și-a început afacerea după Războiul de Independență, către 1879, când au început să se construiască vestita hală Matache. La acea vreme, intersecția Căii Griviței cu Calea Buzești se afla la marginea orașului. La 18 ianuarie 1948, Piața „Matache Măcelaru” devine piață de stat cu numele de Piața „Ilie Pintilie”. Sâmbătă, 21 decembrie 2024, a fost emis un mesaj RO-Alert în urma căruia s-a semnalat că mai multe magazine au luat foc.

## Repere
În apropierea Pieței „Matache Măcelaru” se află bustul doctorului Haralambie Botescu. Medicul a desfășurat o activitate meritorie în combaterea epidemiilor în timpul Primului Război Mondial. Acest bust, realizat de sculptorul D. Mățăoanu în bronz, se află în actuala Piață „Haralambie Botescu” (la intersecția Străzii Berzei cu Strada Popa Tatu).
Fosta Hală Matache Măcelaru, amenințată cu demolarea prin proiectul din 2011 al arterei de circulație "diametrala nord-sud", promovat de primarul Sorin Oprescu (parțial prin acțiuni ilegale), a fost dărâmată pe 25 martie 2013. Cinematograful Feroviar este o clădire construită în deceniul opt al secolului 19. Clădirea a fost incendiată la Revoluție, fiind demolat în 2010 în mod ilegal.